# مناره کبیر
مناره کبیر مربوط به دوره سلجوقیان است. این اثر در تاریخ ۱۵ آذر ۱۳۱۴ با شمارهٔ ثبت ۲۴۵ به‌عنوان یکی از آثار ملی ایران در طبس به ثبت رسیده است.